# Hannoverhaus
Das Hannoverhaus ist eine Schutzhütte der Kategorie II des Deutschen Alpenvereins. Sie ist neben dem DAV-Haus Obertauern, der Neuen Prager Hütte und der Klostertaler Umwelthütte die vierte eigene Alpenvereinshütte des Deutschen Alpenvereins und ist somit keiner Sektion zugehörig. Es liegt auf 2565 m ü. A. Höhe oberhalb von Mallnitz auf dem Etschlsattel im Gebiet der Ankogelgruppe der Hohen Tauern. Die Hütte ist ein wichtiger Stützpunkt auf dem Alpenhauptkamm und für den Tauernhöhenweg. Von der Terrasse der Hütte können Geier, Steinböcke und Schneehühner beobachtet werden.

## Geschichte

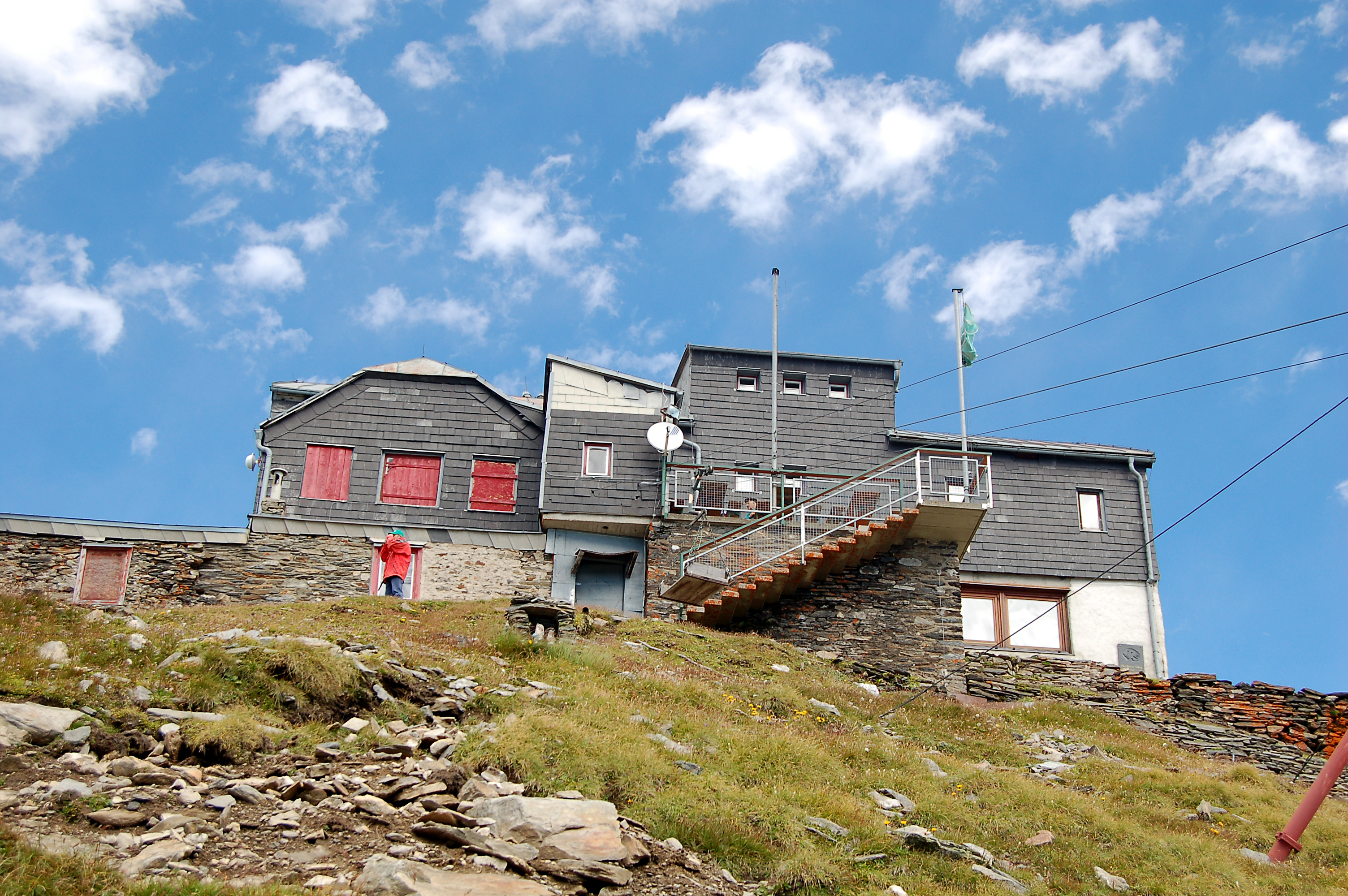
Das zweite, mittlerweile abgetragene Hannoverhaus (2008)

Eine erste Hütte (Altes Hannoverhaus) wurde 1888 auf dem von der Arnoldhöhe südwärts ziehenden Kamm unterhalb des Elschesattels (auch Etschlsattel) auf einer Höhe von 2521 m ü. A. errichtet.
Die zweite Hütte wurde weiter oben auf ca. 2700 m Höhe am Elsche-/Etschlsattel mit weitem Ausblick zum Großglockner, in die Dolomiten und zum Karwendel erbaut (Lage). Sie wurde nach dreijähriger Bauzeit am 18. August 1911 eingeweiht, und die erste Hütte stellte den regelmäßigen Betrieb ein. Förderer des Hüttenbaus und langjähriger Vorsitzender der Sektion Hannover des DuOeAV war der Chemiker, Veterinärmediziner und Professor an der Tierärztlichen Hochschule Hannover, Johann Karl Moritz Arnold (1853–1929), zu dessen Ehre der Berg in Arnoldhöhe umbenannt wurde. Neben der zweiten Hütte wurde ein Mausoleum mit seiner Asche errichtet.
Aufgrund dringend notwendiger Sanierungen wurde aus Gründen der Wirtschaftlichkeit entschieden, ein drittes Hannoverhaus etwa 500 m entfernt davon zu errichten. Das zweite Hannoverhaus hätte nach Inbetriebnahme des dritten abgetragen und entsorgt werden sollen, jedoch brannte es in der Nacht zum 2. August 2014 vermutlich nach einem Blitzschlag vollkommen nieder.
Am 7. September 2012 wurde der Grundstein zum dritten Haus gelegt, und zwar zwischen erster und zweiter Hütte, auf dem Etschlsattel, in 2565 m Höhe. Die dritte Hütte hat im Dezember 2013 den Betrieb aufgenommen und wurde am 16. August 2014 feierlich eröffnet.
2019 wurde von der Mitgliederversammlung der Sektion Hannover beschlossen, die dritte Hütte zu verkaufen. Im Juli 2020 stimmte der Verbandsrat einer Übernahme durch den Bundesverband des Deutschen Alpenvereins zu. Rechtskräftig wurde der Kaufvertrag am 18. Dezember 2020 abgeschlossen.

## Zugänge
- Der Zugang von Mallnitz erfolgt am bequemsten mit der Ankogelbahn (rund ½ Stunde) und einem Abstieg von ca. 70 m zur Hütte.
- Eine Wanderung von Mallnitz (Kärnten), an der Tal- und Mittelstation der Ankogelseilbahn vorbei, Gehzeit: ca. 4 bis 5 Stunden.
- Alternativ bietet sich der Aufstieg durch das Naturschutzgebiet Seebachtal und über die Celler Hütte an, Gehzeit: ca. 6 bis 7 Stunden.
- Von Böckstein (Land Salzburg) erreicht man das Hannoverhaus auf zum Teil historischen Römersteigen über den Korntauern und dem Göttinger Weg, Gehzeit: 6 Stunden.

## Übergänge
- Mindener Hütte (2428 m, Selbstversorgerhütte) über den Göttinger Weg, Gehzeit: ca. 3 Stunden
- Hagener Hütte (2446 m) auf dem Tauernhöhenweg über die Mindener Hütte, Gehzeit: ca. 6 Stunden
- Niedersachsenhaus (2471 m, Sektion Hannover) über die Hagener Hütte und das Nassfeld (Sportgastein), Gehzeit: ca. 11 Stunden
- Celler Hütte (2240 m, Selbstversorgerhütte) auf den AV-Wegen 502 und 519, Gehzeit: ca. 3 Stunden
- Gießener Hütte (2203 m) über die Celler Hütte und die Lassacher Winkelscharte, Gehzeit: ca. 7 Stunden
- Osnabrücker Hütte (2032 m) am Tauernhöhenweg über den Goslarer Weg und die Großelendscharte (2674 m), Gehzeit: ca. 4 Stunden

Die Hütte ist ein Etappenziel des Zentralalpenwegs sowie des Tauernhöhenweges.

## Gipfelbesteigungen
- Ankogel (3252 m) über den AV-Weg 502, Gehzeit: 3 Stunden
- Gamskarlspitze (2832 m) über den Tauernhöhenweg in Richtung Mindener Hütte, Gehzeit: ca. 4 Stunden
- Hochalmspitze (3360 m) über die AV-Wege 502 und 519 in Richtung Celler Hütte und Lassacher Winkelscharte, dann Gipfelaufstieg über Detmolder Grat oder über Osnabrücker Hütte, Gehzeit: ca. 7 bis 8 Stunden
- Grauleitenspitze (2891 m) über Steinerkreuz und zur Arnoldhöhe zurück, Gehzeit: ca. 1 bis 2 Stunden